# Holobremia fallacicornis
Holobremia fallacicornis är en tvåvingeart som först beskrevs av Jean-Jacques Kieffer 1904.  Holobremia fallacicornis ingår i släktet Holobremia och familjen gallmyggor. Inga underarter finns listade i Catalogue of Life.